# عباس احول
در دورهٔ پادشاهی هرمزد چهارم ساسانی، در حدود سال ۵۸۸ میلادی، همزمان با دست‌اندازی‌ها و تجاوزات خاقان ترک به نواحی و مناطق شرقی قلمرو ساسانیان، اعراب مرزنشین در حدود فرات هم شروع به تحرک کردند و به سرکردگی دو شیخ خود به نام‌های عباس احول و عمرو بن ازرق بر ساسانیان شوریدند و سرزمین‌هایی را که تا کرانه‌های فرات امتداد داشتند، مورد غارت قرار دادند.